# Piaskowiec (województwo pomorskie)
Piaskowiec (niem. Sand) – wieś w Polsce, położona w województwie pomorskim, w powiecie nowodworskim, w gminie Ostaszewo, na obszarze Żuław Wiślanych, w odległości 1 km od Wisły. 
| SIMC    | Nazwa    | Rodzaj    |
| ------- | -------- | --------- |
| 0154134 | Groblica | część wsi |

W latach 1975–1998 miejscowość położona była w województwie elbląskim.